# إيكو (مغنية)
إيكو (باليابانية: aiko) هي ملحنة ومغنية مؤلفة ومغنية يابانية، ولدت في 22 نوفمبر 1975 في أوساكا في اليابان.

## وصلات خارجية
- الموقع الرسمي
- إيكو على موقع IMDb (الإنجليزية)
- إيكو على موقع ميوزك برينز (الإنجليزية)
- إيكو على موقع أول ميوزيك (الإنجليزية)
- إيكو على موقع ديسكوغز (الإنجليزية)
- إيكو على موقع ANN person (الإنجليزية)